# MVIL Ostrava
MVIL Ostrava je ostravský florbalový klub jehož týmy soutěží pod názvem 1.MVIL Ostrava (dříve i pod názvem 1. MVIL Hrabová). Klub byl založen v roce 1998.
Tým mužů hraje Divizi (čtvrtou nejvyšší mužskou soutěž), kam postoupil v sezóně 2024/2025. V sezónách 2007/2008 až 2008/2009, 2012/2013 a 2015/2016 až 2018/2019 hrál 1. ligu (druhou nejvyšší soutěž). Největším úspěchem týmu byla účast v semifinále 1. ligy v sezóně 2017/2018.

## Mužský tým
| Sezóna                                           | Úroveň | Soutěž       | Umístění | Poznámka                                                                                                |
| ------------------------------------------------ | ------ | ------------ | -------- | --- |
| 2006/2007                                        | 3      | 2. liga      |          | Postup do vyšší ligy                                                                                    |
| 2007/2008                                        | 2      | 1. liga      | 9.       | Výhra v 2. kole play-down proti FBŠ ASICS Jihlava                                                       |
| 2008/2009                                        | 2      | 1. liga      | 12.      | Prohra v 1. kole play-down proti Sokol Erupting Dragons H. Brod – Sestup do nižší ligy                  |
| 2009/2010                                        | 3      | 2. liga      |          | Udržení v lize                                                                                          |
| 2010/2011                                        | 3      | 2. liga      |          | Udržení v lize                                                                                          |
| 2011/2012                                        | 3      | 2. liga      |          | Výhra v 1. kole play-up proti Spartak Pelhřimov – Postup do vyšší ligy                                  |
| 2012/2013                                        | 2      | 1. liga      | 11.      | Prohra v 1. kole play-down proti Paskov Saurians – Sestup do nižší ligy                                 |
| 2013/2014                                        | 3      | 2. liga      |          | Postup do nově vytvořené Národní ligy                                                                   |
| 2014/2015                                        | 3      | Národní liga | 1.       | Vítězství ve finále play-off proti TJ Sokol Mukařov – Tago Mago – Postup do vyšší ligy                  |
| 2015/2016                                        | 2      | 1. liga      | 10.      | Výhra v play-down proti 1. FBK Rožnov p/R                                                               |
| 2016/2017                                        | 2      | 1. liga      | 10.      | Vypadnutí v předkole play-off proti Black Angels                                                        |
| 2017/2018                                        | 2      | 1. liga      | 4.       | Vypadnutí v semifinále play-off proti Florbal PEGRES Havířov                                            |
| 2018/2019                                        | 2      | 1. liga      | 12.      | Prohra v baráži proti 1. FBK Rožnov p/R – Sestup do nižší ligy                                          |
| 2019/2020                                        | 3      | Národní liga |          | Sezóna ukončena po dvou prohraných zápasech ve čtvrtfinále play-off proti FBC Letka Toman Finance Group |
| 2020/2021                                        | 3      | Národní liga |          | Sezóna ukončena po neúplných pěti odehraných kolech základní části                                      |
| 2021/2022                                        | 3      | Národní liga |          | Vypadnutí ve čtvrtfinále play-off proti 1. FBK Sršni Rožnov p/R                                         |
| 2022/2023                                        | 3      | Národní liga |          | Prohra v play-down proti FBC Hranice – Sestup do nižší ligy                                             |
| Od sezóny 2023/2024 hraje tým regionální soutěže |        |              |          | |

## Známí odchovanci
- Tereza Urbánková